# Дяченко Петро Гаврилович
Петро́ Гаври́лович Дяче́нко (30 січня 1895, с. Березова Лука, Гадяцький повіт, Полтавська губернія, Російська імперія — 23 квітня 1965, м. Філадельфія, США) — український військовий діяч, командир Чорних Запорожців, 2-ї дивізії УНА, протипанцерної бригади «Вільна Україна».
Військові звання — полковник Армії УНР (із 23.6.1920), генерал-хорунжий (зі старшинством від 15.10.1929; наказ Війську УНР, № 6, 1 лютого 1961).
Полк Чорних запорожців («чорношличники») під керівництвом Петра Дяченка відзначився в боях під Сидоровом та за Вознесенськ. Михайло Омелянович-Павленко називав полк Чорних запорожців найкращим полком української армії.

## Життєпис
Закінчив реальне училище у Миргороді.

### Перші визвольні змагання
Учасник Першої світової війни: доброволець у складі Російської імператорської армії, — рядовий, згодом унтерофіцер, а після навчання в школі прапорщиків в Оренбурзі — офіцер (в 1917 році штабскапітан).
В 1917 році вступив до армії УНР. 1918 р. — учасник визволення Полтави та Криму під командуванням полковника Петра Болбочана. Сотник (із 23.11.1918) та курінний (із 17.1.1919) окремого «партизанського» куреня в складі Запорізького полку Петра Болбочана.
Після приходу до влади гетьмана Павла Скоропадського 29 квітня 1918 року Петро Дяченко війська не покинув, а продовжив службу в кінній сотні 2-го Запорізького полку Армії Української Держави. Під час антигетьманського повстання сотня розгорнулася в Окремий кінний курінь імені отамана Петра Болбочана. 23 листопада 1918 р. Дяченка призначено сотенним, а 17 січня 1919 р. — курінним.

#### Під командою Болбочана
22 січня 1919 в Кременчуці за наказом Симона Петлюри Омелян Волох арештував полковника Петра Болбочана — одного з найавторитетніших серед українського війська діяча. Кінний дивізіон сотника Петра Дяченка одразу подався до Кременчука, щоб звільнити свого командира. Дорогою, в с. Крюкове, козаки роззброїли підрозділ волохівського 3-го Гайдамацького полку, який супроводжував арештованих. Лише особисте прохання Болбочана утримало Дяченка від подальшого застосування зброї.
Запорожці й надалі опікувалися долею свого улюбленого командира. Але їхніми проханнями було знехтувано. Без відповіді залишилося і звернення командирів полків Запорозької групи та дивізії повернути їм полковника Болбочана, яке підписав і Петро Дяченко.
Дяченко та інші старшини-запорожці мали намір зв'язатися з Січовими стрільцями і спільно захопити потяги з урядом та утримувати їх доти, доки не буде звільнено полковника Болбочана. Але Болбочан категорично заборонив їм проведення цієї акції. Та коли чорношличники довідалися, що полковника Болбочана катують, Петро Дяченко підготував ударну групу, яка мала зробити напад на станцію Балин, де утримувався колишній командир Запорозького корпусу. До цієї групи, крім полку Чорних запорожців, належали сотні Наливайківського та Мазепинського полків. Проте без згоди самого Болбочана Дяченко не наважився на цей ризикований крок.
Коли ж Петлюра приїхав на фронт і козаки знову порушили перед ним питання про повернення командира, Головний отаман запевнив, «що волос із голови полковника Болбочана не впаде і його арешт є тимчасовим». Петлюра підтвердив обіцянку словом честі. Петро Дяченко зізнався, що, коли чорношличники взнали про розстріл Болбочана, Петлюра до «кінця війни втратив свою популярність у старшин і козаків полку».
27 червня 1919 р. Головний отаман наказав перейменувати курінь імені Петра Болбочана на полк, але вже без імені опального полковника. Так Петро Дяченко став командиром Окремого кінного запорозького республіканського полку Запорозького корпусу, пізніше перейменованого на кінний полк Чорних запорожців.

#### Перший зимовий похід
Петро Дяченко взяв участь у Першому зимовому поході. Лицар Ордену Залізного Хреста. Полк, яким командував Дяченко, напередодні Зимового походу нараховував 212 шабель, 11 важких кулеметів «Максим», 9 легких кулеметів «Люїс», одну гармату. Разом 417 козаків і старшин.
6 грудня 1919 року з району Любар — Чортория — Миропіль рештки української армії вирушили в запілля денікінців. Українське військо йшло по страшенному болоту назустріч сильному вітру зі снігом. У галичан, яких вояки Армії УНР зустріли неподалік залізничного шляху Козятин — Калинівка, позичили коней та фураж (пообіцяли повернути, як тільки ті покинуть денікінців).
11 грудня 1919 року підійшли під станцію Голендри. Її захопила 4-та сотня полку Чорних запорожців майже без жодного пострілу. Тих денікінців, що здалися, полонили, інших, що намагалися тікати, порубали. Зруйнувавши залізницю, телеграф, рушили далі на Самгородок.
17 грудня 1919 Дяченко з півсотнею козаків наскочив на добровольців у містечку Ставище. Добровольці не встигли розгорнутися в лаву, почали спішно відстрілюватись із кулеметів. В атаці було убито одного з найкращих козаків полку — бунчужного Івана Дубину з Лохвицького повіту. Серед трофеїв — три тяжкі кулемети, 30 возів із майном, 40 офіцерів, їхні жінки та два десятки рядових. Під час бою ледь не потрапив до українського полону Микола Бредов. У селі Капітанівка, що за 20 верст від Голованівська, сотня Чорних запорожців наскочила на ворожий роз'їзд, атакувала його, змусивши до втечі. Увечері 1 лютого 1920 року полк чорношличників увійшов у с. Вільшану. 2 лютого Дяченко оголосив днем спочинку.
8 лютого 1920 року полк Чорних запорожців наскочив на Смілу, після спільно з мазепинцями Дяченко зайняв станцію Бобринську, на якій захопили 11 ешелонів з майном. Це виявилась інтендантура фронту.
13 лютого 1920 року, в сильний мороз, полк Чорних запорожців довгою колоною рушив через с. Худяки до Дніпра. Дяченко разом із козаками перейшов на лівий берег та розпочав наступ на Золотоношу. О 7-й ранку 14 лютого запорожці вже вирушили в напрямку на це повітове місто. Лютувала дика хуртовина. О 7-й годині ранку 15 лютого козаки побачили сірі будівлі Золотоноші. Станцію зайняла 2-га сотня. Охорону станції і коменданта захопили в полон. Полонені сповістили, що в місті стоять два відділи особливого призначення до 500 чоловік із кулеметами. Це були інтернаціональні частини. 3-тя і 4-та сотні під командуванням поручника Броже Карліса рушили до міста. Без жодного пострілу долетіли до середини міста. Та червоні стали чинити жорсткий опір. Довелося спішно відійти, залишивши навіть забитих козаків. Це було для чорношличників ганьбою. Щоб відбити загиблих, полковник Петро Дяченко кинув на допомогу 2-гу сотню, решту 1-ї та сотню імені П. Сагайдачного. Іншим наказав наступати в пішій лаві. Ворога відкинули за річку Золотоношку, але там він укріпився.
Через брак набоїв піші козаки далі наступати не могли, а кінні не наважувалися перейти річку, бо лід був надзвичайно слизький. Протримавши половину міста до вечора, запорожці відійшли на Деньги. По дорозі розбили комуністичний відділ. Згодом Армія УНР повернулась на Правобережжя. Запорожці перетнули Дніпро 18 лютого 1920.
1 березня 1920 року полк Чорних запорожців наскочив на Голованівськ. Вбито 50 комуністів, у полон захоплено ще 60. Оскільки про їхню долю Петро Дяченко у своїх спогадах не сповіщав, то неважко передбачити, що вони були вбиті.
4 березня 1920 полк пішов на Хощевату. Тут комуністів підтримало місцеве населення. У результаті несподіваного наскоку запорожців загинуло 40 червоних.
5 березня 1920 чорношличники вже були в Гайвороні. Довідавшись від галичанина-перебіжчика, що м. Бершадь зайняте 3-м Галицьким корпусом, який разом із червоноармійцями нараховував до 12 тисяч осіб, вирішили здійснити ризиковану операцію. Справу Петро Дяченко довірив своєму заступникові — поручнику Броже. Завдання той виконав філігранно — не проливши української крові, без жодного пострілу обеззброїв курінь галичан, батарею та кулеметника. У Бершаді чорношличники захопили чотири гармати та набої до них, два тяжких кулемети і понад 120 коней. Сотник Дяченко вишикував полонених галичан і запропонував перейти до полку. Лише 50 стрільців погодилися стати козаками, це були переважно гарматники. Решта ж лишилася в червоному таборі.
У квітні 1920 року армія Омеляновича-Павленка, що вже п'ятий місяць воювала у відриві від українського уряду, не отримуючи від нього жодної допомоги, дійшла до критичної межі. Не маючи набоїв і снарядів, вона 14 квітня 1920 року підступила до міста Вознесенська, у якому червоні зосередили великі запаси зброї і спорядження. Бій за Вознесенськ мав вирішити долю української армії. І це місто треба було взяти багнетами та шаблями. Не останню роль у визволенні Вознесенська відіграли частини Чорних запорожців.
6 травня 1920 року в районі Ямполя роз'їзд чорношличників зустрівся з роз'їздом 3-ї Залізної дивізії, яка наступала із заходу. «Дух армії піднявся, настрій неописуємий. Незважаючи на страшну втому, армія знову готова йти на ворога…» — згадував політичний референт УНР Василь Совенко.
Усі учасники Зимового походу були нагороджені орденом Залізного хреста. Нагородили й Петра Дяченка. А 23 червня 1920 року його підвищили до звання полковника Армії УНР.

#### Поранення під Бурштином
Улітку 1920 року Дяченко на чолі свого полку розпочав наступ на м. Бурштин. Атака була через торфовище і сіножаті, порізані ровами для спливу води. За сіножатями відступав ворог. У ровах при дорозі засів ар'єргард червоних і кулеметним вогнем прикривав відступ своєї частини. Били й ворожі гармати. Петро Дяченко вирішив фланговою атакою перейняти ворожий обоз, повний зброї та іншого військового приладдя, якого так дошкульно бракувало запорожцям. Із піднятою шаблею, не оглядаючись, командир мчав на своєму бистроногому коні. Під час атаки Петра Дяченка було збито з коня, він отримав важке поранення — розтрощення кістки стегна. Козаки винесли пораненого командира з поля бою. Коли він лежав під грушею з перебитою ногою, під саме дерево влучила ворожа граната. На диво вона не розірвалась. Не пройшовши повного курсу лікування, Петро Дяченко невдовзі повернувся до свого полку.

#### Табори для інтернованих
1920 рік, як і попередній, закінчився листопадовою катастрофою. Петро Дяченко зі своїми чорношличниками потрапив у табори для інтернованих. Часу даремно не гаяв — влаштовував своїх кіннотників до польської армії, намагався поліпшити їхні умови життя. Сам же працював звичайним робітником. У 1921–1924 рр. — в таборах для інтернованих. У Польщі в нього народилися два сини. Юрій прийшов у світ 11 липня 1923 року, Олесь — 27 грудня 1928 року. В цей рік, 20 липня, Петро Дяченко, щоб не втратити військових кваліфікацій і заробити на утримання родини, пішов до Війська польського.

### Офіцер Війська Польського
Із 20 липня 1928 р. — служив майором у Війську польському. Ось його посади у цій армії: т. в. о. командира кулеметного ескадрону (кінець 1928 р.), командир лінійного ескадрону (друга половина 1931 р.) 1-го шеволежерського полку імені Юзефа Пілсудського, помічник 1-го заступника командира 3-го полку мазовецьких шеволежерів кавалерійської бригади «Сувалки» (1 листопада 1934 — 30 вересня 1939). За час служби Петро Дяченко закінчив Вищу військову школу (21 жовтня 1932 — 1 листопада 1934).
1936 року командир кавалерійської бригади «Сувалки» полковник Рудольф Крешер дав таку оцінку контрактовому майору Війська польського Петрові Дяченку:
|  | Рухливий, дуже енергійний та спритний, дуже добре орієнтується в ситуації під час практичного командування частиною. Амбітний і дуже охочий до праці, має великий кавалерійський темперамент. Дуже сильний, фізично витривалий, дуже точний і сумлінний виконавець. Командує полком із великим досвідом і знанням справи, що поєднується з великою кмітливістю та винахідливістю. Щоправда, губиться в питаннях вищого тактичного рівня, не виявляє ні методи мислення, ані особливих здібностей – скоріше практик, ніж теоретик. Позитивно впливає на підвладних, радше завдяки особистому прикладу наполегливої та сумлінної праці, аніж своїм педагогічним здібностям. |

1934 року закінчив Вищу військову школу.

### Другі визвольні змагання
Друга світова війна застала Петра Дяченка на польсько-литовському прикордонні в м. Сувалки. Як контрактовий офіцер Війська польського Петро Дяченко обороняв Польщу від радянських військ у вересні 1939 року. В боях проти червоних над річкою Німан отримав поранення. Його кавалерійський відділ із боями пробився до Литви, де був інтернований.
Згодом Дяченко опинився у таборі для польських старшин під Кеніґсберґом. Невдовзі німці звільнили його, — як і багатьох інших українських старшин. І Дяченко одразу зголошується до військового міністра уряду УНР Володимира Сальського.
25 червня 1941 року у Кракові було створено Українську генеральну раду комбатантів, до якої увійшли переважно вищі старшини Армії УНР. Очолив Раду Михайло Омелянович-Павленко, його заступниками стали Всеволод Петрів та Антін Кравс. Петро Дяченко став членом її воєнно-наукової та воєнно-історичної ради, а 5 липня (серпня?) 1941 року очолив штаб Української повстанської армії «Поліська Січ» отамана Тараса Бульби-Боровця. Та невдовзі несподівано залишив посаду. Керівник господарського відділу крайового військового штабу групи УПА-Північ Роман Петренко стверджував, що полковник Дяченко пояснив йому причини своєї відставки.
|  | Це ніяке не військо, – і він (Тарас Бульба-Боровець) не має права називати себе отаманом-командиром. Бульба думав, що я буду йому вишколювати це “військо”, а багато з них бачило рушницю перший раз. Щоб навчити їх військового діла, вести до бою – на це треба багато часу і не одної людини, а він думав, що це можна зробити за місяць. Притому не було достатньої зброї, амуніції, не було навіть що їсти. Отже, я йому сказав, що мені тут немає що робити, і попросив його відправити мене до м. Рівного. |

Надалі Петро Дяченко співпрацював з ОУН — як із мельниківцями, так і з бандерівцями, а також із німцями, зокрема з їхньою Службою безпеки. Використовуючи службове становище, постачав українських повстанців вогнепальною зброєю, німецькими військовими документами, розміщував поранених повстанців у німецьких шпиталях.
Від березня 1944 року Петро Дяченко («Квітка») бере участь в організації Українського легіону самооборони на Холмщині (в німецьких документах він називався 31-й батальйон СД). У червні того ж року Дяченко стає заступником командира Українського легіону самооборони, шефом його штабу, а в серпні очолює легіон. Частина нараховувала до 570 вояків, із них 16 старшин і 20 підстаршин.
30 січня 1945 р. полковнику Петрові Дяченку виповнилося 50 років. У лютому він стає командиром 3-го пішого полку Українського визвольного війська у складі Вермахту. Наприкінці лютого 1945 р. з дозволу та за сприяння німців він взявся формувати Окрему українську протитанкову бригаду «Вільна Україна». Її основу склали старшини Армії УНР, колишні бійці Червоної армії та українці з допоміжних протиповітряних і протипожежних частин Берліна. Петро Дяченко особисто укомплектував командний склад.
28 березня 1945 р. вояки бригади присягли на вірність Україні. У присязі були такі слова:
|  | Буду завжди і скрізь боротися зі зброєю в руках під українським національним прапором за мій народ і мою рідну землю – Україну. |

У квітні 1945 р. німецьке командування включило бригаду «Вільна Україна» до складу танкового корпусу «Герман Герінг» групи армій «Центр». Довелося Петрові Дяченку на чолі бригади брати участь у боях під Бауценом (район Дрездена) — проти частин 1-го Білоруського фронту та 2-ї армії Війська польського. Невдовзі бригаду Дяченка кинули на здобуття Ґерліц-Лобау. Загальне командування здійснював штандартенфюрер СС Отто Скорцені.
Наприкінці квітня у запеклих боях бригада «Вільна Україна» полонила 300 бійців Червоної армії, серед трофеїв було чотири гармати, 5 полкових мінометів, понад 400 коней, 20 кулеметів, багато військового майна. Розбили дяченківці й 19-й піший полк 7-ї дивізії Війська польського, взявши до неволі командира дивізії генерала Лілевського. Серед полонених виявилися й українці, 50 із них того ж дня вступили до бригади. Слід зазначити, що в найкритичніший момент бою, коли поляки перейшли у рішучий наступ, у контратаку українців повів сам Петро Дяченко. Це й вирішило долю бою на користь української бригади.
Того ж дня генерал-лейтенант Вермахту Вільгельм Шмальц, командир парашутно-танкового корпусу «Герман Герінг», особисто нагородив Петра Дяченка Залізним хрестом (таким чином, Дяченко став лицарем двох Залізних хрестів — Армії УНР за Зимовий похід і Вермахту за бій під Бауценом). Про успіх української бригади було сказано у спеціальному повідомленні.
Наприкінці війни Петра Дяченка призначили командиром 2-ї Української дивізії УНА (загальна кількість її вояків сягнула семи тисяч). 7 травня 1945 року в районі міста Тетчен, коло мосту на Ельбі, командувач УНА Павло Шандрук підвищив Петра Дяченка до звання генерал-хорунжого. А вже наступного дня бригада Дяченка потрапила в оточення. Її воякам довелося пройти понад 200 км територіями, на яких вже оперувала Червона армія. Менше третини вояків бригади «Вільна Україна» потрапило в американську зону, інші загинули або їх полонили червоноармійці. А кілька десятків сховались у лісах Судетського Підгір'я. Пізніше вони досягли Олесницького повіту, встановили контакт із мережею ОУН(б), що діяла в Нижній Сілезії (очолював її Роман Коза-«Богун»), ведучи боротьбу проти червоних до початку 1950-х років.
Бойовий шлях Петра Дяченка закінчився у травні 1945 року. Щоб не потрапити до рук тих, проти кого боровся, захищаючи Українську Народну Республіку, він змушений був здатися американцям.
25 років служив Петро Дяченко у різних арміях, із них тринадцять — на фронтах різних воєн. Служив у Російській імператорській армії, російській армії Тимчасового уряду, Збройних Силах Української Держави Павла Скоропадського, в Армії УНР, у Війську Польському, в УПА «Поліська Січ» отамана Бульби-Боровця, Вермахті та Українській національній армії.

### На еміграції
Після війни Петро Дяченко якийсь час жив у Мюнхені. З ним консультувалися представники американської військової розвідки, які вивчали реальні сили Визвольного руху в Україні. Згодом разом із новою своєю дружиною Оленою та сином від неї Петром генерал Дяченко переселився до США. Осів у Філадельфії. З виїздом до США життя старого вояка замкнулось у вузькому колі родинного життя, багато часу він присвячував синові та дружині Олені. Займався плеканням квітів, зокрема любив троянди, захопився фотографією. Почав писати спомини. 1959 року в часописі «Америка» вийшли друком його спомини «Чорні запорожці» — про долю полку чорношличників у 1919—1920 роках. Сам він, переживши дві війни та втрату обох синів, був мовчазним, писав про себе мало і скупо. Оскільки Петро Дяченко безпосередньо не командував Другою бригадою, яка була половиною Другої дивізії, у своїх споминах він пише лише про очолювану ним Першу бригаду.
1 лютого 1961 року еміграційний уряд УНР надав Дяченкові звання генерала-хорунжого, зазначивши в наказі, вважати його генерал-хорунжим від 15 жовтня 1928 року. Останнє звання Петра Дяченка — генерал-поручник Армії УНР.
Помер 23 квітня 1965 року. Похований на українському православному цвинтарі святого Андрія у Саут-Баунд-Брук, штат Нью-Джерсі. У похоронах брали участь митрополит Іоан та архієпископ Мстислав. Від вояцтва Армії УНР та Української національної армії проводжав друга в останню дорогу генерал-полковник Павло Шандрук. Навесні 1918 року разом із Петром Дяченком у складі Кримської групи Петра Болбочана вони визволяли від більшовиків Крим. Від лицарів ордена Залізного хреста промовляв старшина полку Чорних запорожців, на той час уже генерал-хорунжий Володимир Герасименко. З промовами виступили генерал-хорунжий Армії УНР Аркадій Валійський та інші вояки, з-поміж яких і Валентин Сім'янців, відомий український скульптор, козак 3-ї сотні полку Чорних запорожців.

## Архів генерала
Дружина Петра Дяченка Олена дбайливо впорядкувала мемуарну спадщину свого чоловіка. У журналі «Вісті комбатанта» (ч. 3 за 1967 р.) вона опублікувала список праць, що зберігалися в родині. З цієї публікації можна довідатися, що Петро Дяченко написав такі праці:
- «Організація протипанцерної бригади» (зі схемами);
- «Кінний полк Чорних Запорожців» (рукопис — 74 с. машинопису; рукопис — 97 с. машинопису);
- "Протипанцерна бригада «Вільна Україна» (4 аркуші — 8 сторінок, писаних рукою);
- «Нотатки до Історії Полку Чорних Запорожців» (4 аркуші — 8 сторінок, писаних рукою);
- «Кінна сотня» (шкільний малий зошит, написаний рукою);
- «Кінна сотня, Кінний дивізіон імени полковника Петра Болбочана» (зошит із числом 2);
- «Кінний полк» (зошит із числом 3);
- «Формування та перший бій Української Протипанцерної бригади» (три аркуші, написані чорнилом, і три аркуші, написані олівцем);
- «Дяченко Петро, полковник Української Армії» (10 аркушів і дві сторінки, написані рукою);
- «Зимовий похід» (реферат, виголошений на роковини Зимового походу Армії УНР) та інші статті.

Крім рукописів, були також: течка з персональними документами, течка з фотографіями, вирізки з польських комуністичних газет про Петра Дяченка та листування (листи від генералів Павла Шандрука, Петра Самутина, Михайла Садовського, Дмитра Жупінаса, полковників Миколи Рибачука, І. Липовецького, Н. Шкільного, П. Калиновського, Макара Каплистого, брата Віктора Дяченка, сотників Зенона Стефанова і Ґонти (очевидно, Івана Лютого-Лютенка), підстаршин та козаків полку Чорних запорожців Петра Первухина, Сергія Гниди, Валентина Сім'янціва та інші.
Пані Олена Дяченко зверталася до всіх, хто має листи від Петра Дяченка, скласти їх до загального архіву, який після остаточного впорядкування буде переданий до відповідної установи.

## Родина
Був одружений двічі. Від першого шлюбу мав двох синів Юрія (11.07.1923 р. н.) та Олеся (27.12.1928 р. н.), які загинули у Другій світовій війні, а в другому шлюбі з дружиною Оленою вони виховали сина Петра (сержант американських ВПС, учасник війни у В'єтнамі).
Рідний брат — Дяченко Віктор Гаврилович, служив у Російській імператорській армії, ЗСПР, Армії УНР, Поліській Січі, Українській Національній Армії.
Рідним племінником Дяченка був письменник та літературний критик Сукачов Леонід Іванович.

## Вшанування пам'яті

Могила Петра Дяченка на Баунд-Брук, США

- 12 жовтня 1968 року на православному цвинтарі Баунд-Брук відбулося урочисте посвячення пам'ятника — погруддя Петра Дяченка, де він зображений у козацькій шапці зі шликом. На події були присутні українські ветерани. Чин посвячення здійснив архієпископ Мстислав. Виступив хор під орудою професора І. Паливоди. Скульптор — Валентин Сім'янців, козак 3-ї сотні полку Чорних запорожців.

Валентин Сім'янців згадував, що показуючи на пам'ятник, владика Мстислав сказав, що громада може багато зробити, коли в ній знайдуться люди, що громадським справам присвятять час і працю. Владика нагадав, що на сумлінні колишніх вояків лежить ще невиконаний обов'язок перед славною пам'яттю вояків, що поховані на цьому цвинтарі, на могилах яких сьогодні стоять ще тільки тимчасові дерев'яні хрести.
Після відправи вдома пані Олена Дяченко та син Петро запросили присутніх на тризну. І за столом архієпископ Мстислав, розвинув думку про «обов'язок вояцтва і громади заопікуватися могилами колишніх вояків та закликав присутніх скласти пожертви на цю шляхетну ціль».

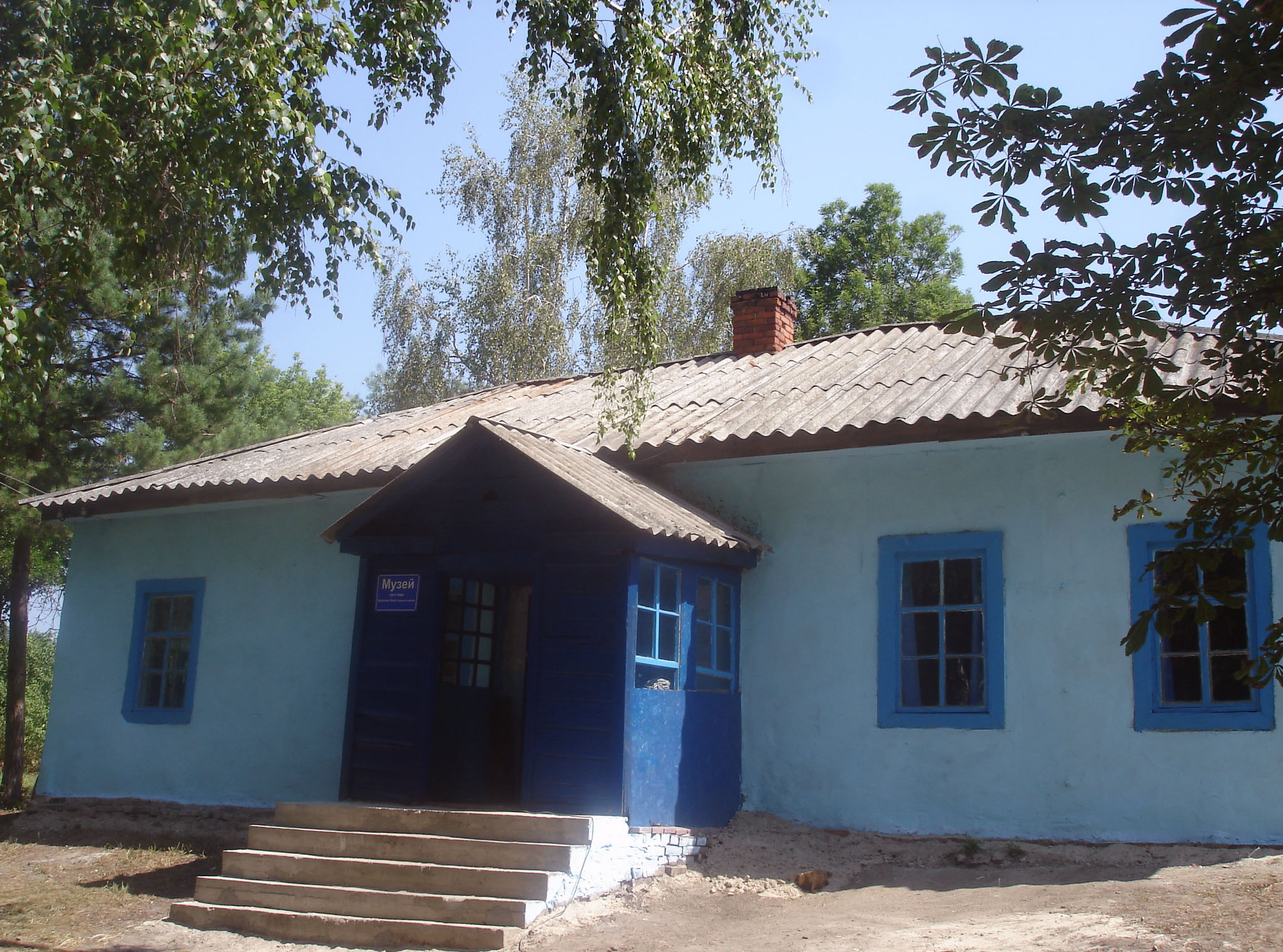
Музей визвольних змагань 1917—1921 у Березовій Луці

- У рідному селі — у Березовій Луці на його честь встановлений пам'ятний знак.[3], а також діє музей визвольних змагань 1917—1921, присвячений Петру Дяченку.
- Вулиця Петра Дяченка є у місті Вознесенськ. Петро Дяченко брав участь у легендарній Битві за Вознесенськ, під час якої звільнив місто від російських загарбників.
- 28 липня 2022 року у місті Біла Церква частину вулиці Леваневського перейменували на вулицю Петра Дяченка.
- 15 лютого 2023 року у місті Золотоноша вулицю Кошового перейменували на вулицю Петра Дяченка.
- 14 лютого 2024 року у місті Жмеринка вулицю Мічуріна перейменували на вулицю Петра Дяченка.[4]
- 1 березня 2024 року у місті Нікополь вулицю Павлоградську перейменували на вулицю Петра Дяченка.[5]
- 26 липня 2024 року у місті Первомайськ вулицю Академіка Івана Павлова перейменували на вулицю Петра Дяченка.